# Kinderkoor
Een kinderkoor is een koor samengesteld uit kinderen die de puberale stemveranderingen nog niet hebben doorgemaakt. Vooral bij jongens is dit een groot verschil: hun stem zakt gewoonlijk in de puberteit met een octaaf of meer, maar ook meisjes krijgen een andere stem bij het volwassen worden.
Een kinderstem heeft een aanzienlijk beperktere omvang dan een volwassen mannen- of vrouwenstem. Men onderscheidt sopraan, omvang ongeveer c'-e", en alt, omvang a-c". Bovendien kan men gewoonlijk van kinderen niet verwachten dat zij ingewikkelde meerstemmige koorpartijen kunnen beheersen. Dit heeft tot gevolg dat een componist die een kinderkoor voorschrijft in zijn mogelijkheden beperkt is. De Engelse koortraditie en de koren die elders in deze traditie te werk gaan, bewijzen echter dat kinderen wel degelijk meerstemmige muziek kunnen leren en zingen.
Een kinderkoor bestaande uit alleen jongens heet een knapenkoor. Een heel ander type zang voor kinderen leverden de AJC en de Nationale Jeugdstorm. Tegenwoordig zijn het meestal muziekverenigingen zonder een duidelijk ideologisch karakter.
Gustav Mahler schrijft in zijn Derde Symfonie een jongenskoor voor. De Nederlandse componist Richard Hol schreef een kinder-cantate.
Bekende Nederlandse kinderkoren zijn de Leidse Sleuteltjes, de Damrakkertjes, Kinderkoor Jacob Hamel, Kinderkoor de Karekieten en Kinderen voor Kinderen, alsmede een aantal kerkelijke, goed getrainde jongenskoren; zie aldaar.
In Nederland mogen kinderen onder de 13 jaar niet werken, maar kunnen er wel ontheffingen verleend worden voor (culturele) optredens. Daarom dienen kinderkoren aan strenge eisen te voldoen voor wat betreft het aantal uren van repetities en optredens, en de duur, het tijdstip en de reistijd van en naar de activiteiten.